# Josefova věž
Josefova věž (německy Fürst-Joseph-Turm) je 20 m vysoká kamenná rozhledna na vrcholu hory Kleť (1084 m) v Šumavském podhůří nad městem Český Krumlov. V blízkosti rozhledny stojí Tereziina chata.

## Historie
Stavba věže probíhala v letech 1821 až 1825 a jednalo se o první kamennou vyhlídkovou věž v Českých zemích Rakouska-Uherska. Její stavbu zorganizoval vévoda Josef Johann Nepomuk ze Schwarzenbergu a nese jméno stavitele.

## Technické parametry
Rozhledna má válcovitý tvar a výšku 20 m. Jediná vyhlídková plošina se nachází ve výšce 18 m a vede k ní 110 schodů.

## Výhled
Z rozhledny lze spatřit město zámek Hlubokou nad Vltavou, Český Krumlov, České Budějovice, Třeboňskou pánev, Blanský les, Lipenskou přehradní nádrž, Jadernou elektrárnu Temelín. Za dobré viditelnosti je možné dohlédnout dokonce i na Alpy.

## Televizní vysílání z rozhledny
Rozhledna slouží zároveň jako televizní vysílač multiplexu 24 v DVB-T2.
|        | Multiplex    | Kanál | Kmitočet | Výkon (ERP) | Polarizace   |
| ------ | ------------ | ----- | -------- | ----------- | ------------ |
| DVB-T2 | Multiplex 24 | 30    | 546 MHz  | 63 kW       | horizontální |